# Spodnja čeljustnica
Spodnja čeljustnica (latinsko mandibula) je največja kost obraznega dela lobanje in edina premična kost glave. Sprednji del je telo (corpus), ki je podkvaste oblike. V čeljustnem kotu (angulus mandibulae) prehaja na vsaki strani v čeljustno vejo (ramus mandibulae).
Čeljustno telo ima spodaj masivni del ali bazo (basis mandibulae) in zgornji ožji zobni del (pars alveolaris) v katerega so vsajeni zobje. Na zunanji strani baze je spredaj trikotna izboklina, vrh je protuberantia mentalis, stranska vogala pa sta zadebeljena v tuberculum mentale. Stransko od grčic je bradna odprtina (foramen mentale), kjer se odpira čeljustni kanal.
Čeljustna veja se v čeljustnem kotu strmo obrne navzgor. Na zunanji strani opisujemo grčavino (tuberisitas masseterica), kjer se narašča mišica žvekalka (m. masseter). V sredini veje na notranji strani je čeljustna odprtina (foramen mandibulae), ki je vhod v mandibularni kanal (canalis mandibulae). Mandibularni kanal poteka skozi bazo in vsebuje žile in živce za spodnje zobe. Čeljustna veja se navzgor cepi na dva odrastka, ki ju loči zareza (incisura mandibulae). Na spodnji koničasti odrastek (processus coronoideus) se narašča senčna mišica (m. temporalis). Zadnji odrastek (processus condylaris) ima glavico (caput mandibulae), ki artikulira z jamico in tuberkuluma na senčnici. Kondilarni odrastek s čeljustno vejo povezuje vrat.